# Shūto Kojima
Shūto Kojima (小島 秀仁?, Kojima Shūto; Tochigi, 30 luglio 1992) è un calciatore giapponese, centrocampista dello Yokohama SCC.

## Carriera

### Club
Ha giocato nella prima divisione giapponese.

### Nazionale
Ha giocato nella nazionale giapponese Under-17.